# イオンモール熊本
イオンモール熊本（イオンモールくまもと）は、熊本県上益城郡嘉島町に所在するイオンモール運営のショッピングセンターである。昔ながらの愛称で「クレア」と呼ばれることが多い。

## 歴史・概要

### 前史から開業まで
当地は、嘉島町の街づくり基本構想において「タウンセンター」と規定される地区の一角にあり、日商岩井（現・双日）が、壽屋（現・カリーノファシリティーズ）と共に大型ショッピングセンター「（仮称）嘉島ランブラス」を建設する計画を進めており、2000年（平成12年）5月24日に翌月から着工することが発表され、同年末までの開業を目指していた。
しかし、2001年（平成13年）12月19日に「壽屋（現・カリーノファシリティーズ）」が熊本地方裁判所に民事再生法の適用を申請して経営破綻し、「日商岩井（現・双日）」もテナントを十分に集められなかったことから、頓挫することになった。
それを受けて、2002年（平成14年）に「ダイヤモンドシティ」が当地にショッピングセンターを開設することになった。
この「ダイヤモンドシティ」による大型ショッピングセンターの計画は、2003年（平成15年）4月9日に「（仮称）ダイヤモンドシティ嘉島ショッピングセンター」として正式に発表された。
この計画発表時点で2005年（平成17年）秋の開業を目指しており、予定通り同年10月10日に開業している。
なお、2005年（平成17年）7月には名称が「ダイヤモンドシティ・クレア」と決定され、出店内容の概要と共に発表された。
また、計画段階では地元の鶴屋百貨店をはじめとした百貨店の誘致を行っており、福岡の百貨店まで対象を広げたものの出店には至らなかった。

### 開業
2005年（平成17年）10月10日に「ダイヤモンドシティ・クレア（DIAMOND CITY CLAIR）」として開業。
開業時点では、建物は地下1階・地上2階建てで延べ床面積約10万4,000m2で、「イオン九州」の総合スーパー「ジャスコクレア熊本店」と、1階に、アンビオンスプラス、2階にスポーツオーソリティが入る2つの核店舗の間を全長約280mのモールになった専門店街で繋いだ、いわゆる「2核1モール」の形式のショッピングセンターであった。
この専門店街には、準核店舗として蔦屋書店や8スクリーンのシネマコンプレックスのワーナー・マイカル・シネマズも入居しており、約160店舗で構成されていた。

### 改装や増設
開業から約2年半後の2007年（平成19年）4月13日には早くも大規模な増床に向けた届出を行い、規模の拡大に乗り出した。
この計画は、既存棟の増築（店舗面積:約7,282m2）や駐車場となっている既存棟東側に、家電量販店や雑貨店などの入る2階建て（店舗面積:約8,100m2）と、スポーツ施設や温浴施設が入る平屋建て（店舗面積:約3,290m2）の2棟の新設を2007年（平成19年）9月に着工して、2008年（平成20年）3月下旬の開業予定としていた。
しかし、店舗面積は2013年（平成25年）12月時点でも約51,936m2と2008年（平成20年）版の『週刊東洋経済 臨時増刊 全国大型小売店総覧 2008年版』と全く同一であり、開業時（週刊経済では店舗面積52,000m2）のままとなっており、この計画による物販店舗の店舗面積の拡大は実現していない。
そのため、2011年（平成23年）11月18日に31店の新規テナントを導入して新装開業したのが、開業から初めての大規模な改装となった。
この新装開業時には、「イオンモール熊本クレア」から「イオンモール熊本」に名称の変更も行っている。

### 平成28年熊本地震の対応
2016年（平成28年）4月14日午後9時26分ごろ、隣接する益城町で震度7を観測した「平成28年熊本地震」の影響で翌日の同年4月15日から休業となり、食料や水を駐車場で販売した。同年4月18日からは、同じ駐車場にてイオンペットやスポーツオーソリティなど一部の専門店による販売やサービスが実施されている。また、核店舗のイオン熊本店は、同年4月20日から1階のみを営業再開させ、通常の営業時間より短縮した形で営業を行っていた。
2016年（平成28年）6月23日にイオンモール・イオン九州の2社連名でプレスリリースを公表し、同年7月20日よりイオン熊本店2階と専門店街の一部を営業再開することを発表。予定通り、同年7月20日にイオン熊本店2階と専門店街の一部を営業再開。なお、イオン熊本店については、九州地区では初めてとなる新業態の「イオンスタイル」にリニューアルされた。
同年9月26日にイオンモールがプレスリリースを公表し、翌々日の同年9月28日より、3番駐車場スペースにコンテナモール「link garden HAREBARE -ハレ晴れ-」をオープンすることを発表。これは、復旧作業のため休業中の西モールに入店している7店舗がコンテナ店舗として出店するほか、中央には大型のイベントスペースが配備されている。その後、4店舗は2017年3月の西モールの営業再開によりモール内へ移転したが、2017年1月20日にイオンペットのトリミング業態である「イオンペット ビューティサロン」が新たにオープンしている。
同年10月20日には、核店舗のイオン熊本店を全館リニューアルオープン。同年7月の営業再開時に2階に展開していた「イオンスタイル」を1階の食料品・住居余暇商品売場にも拡大したほか、自転車専門店「イオンバイク」を1階に導入した。
同年11月22日にイオンモールがプレスリリースを公表し、1階レストランモールについて、同年12月23日より一部店舗を営業再開、2017年（平成29年）1月26日より全面営業再開することを発表。12月23日の一部再開時には既存の4店舗に加え、熊本県初出店の2店舗を含む4店舗の新店を加えた8店舗となる。2017年1月26日に既存の5店舗がリニューアルオープンしたことで、レストランモール全店舗が新体制で営業を再開した。
2017年（平成29年）2月17日にイオンモールがプレスリリースを公表し、復旧作業や補強工事の為長らく休業していた西側モール専門店の営業再開日を発表。予定通り、同年3月24日に西側モール専門店の営業を再開し、全館オープン。このタイミングで「イオンシネマ熊本」が営業を再開したほか、16店舗の新店がオープンした。なお、モールの一番西側に位置する準核ゾーンに出店する店舗は引き続き、前述の「link garden HAREBARE -ハレ晴れ-」での営業となった。
2018年（平成30年）6月6日にイオンモールがプレスリリースを公表し、増床グランドオープン日を公表。予定通り、同年7月20日に増床グランドオープンし、約2年3か月ぶりに全館完全復旧となった。モールの一番西側に位置する準核ゾーン部分が全面建て替えとなり、従来は平面駐車場として使用されていた敷地西側に延びる形で増床され、「ウエストスクエア」と呼ばれる2階建ての増床塔が新たに設けられた。「link garden HAREBARE -ハレ晴れ-」で営業していた3店舗が移転入居したほか、H&M、雑貨屋インキューブ、ニトリデコホーム、セリア、エディオン、おもちゃのあおき等44店舗が新規出店した（一部の専門店は8月～9月にかけて順次オープンとなる）。

## 競合や中心市街地への影響
菊陽町に2004年（平成16年）6月に開業した「ゆめタウン光の森」や当施設の開業の影響もあり、熊本市の中心市街地の小売販売額は、2002年（平成14年）と比較して2007年（平成19年）には約11.6%減少するなど、大幅に減少したとされている。
しかし当施設は、「鶴屋百貨店」の様に熊本県内のほぼ全域からの集客力はなく、熊本県内のショッピングセンターの中では最大の集客力を持つ「ゆめタウン光の森」を下回る集客力とされる。

### 運営会社や店名の変遷
運営会社のイオンモールが、ダイヤモンドシティと2007年（平成19年）8月21日に合併したことに伴い、同年9月22日に「イオンモール熊本クレア」に名称を変更した。
その後イオンモールが、運営するショッピングセンターの名称をイオンモールの後に所在地名を付ける形に統一することになったため、2011年（平成23年）11月18日に「イオンモール熊本」に名称変更された。
また、核店舗の「ジャスコクレア熊本店」は、2011年（平成23年）3月1日にイオングループの総合スーパーをイオンに店名統一することに伴って「イオン」に改称することになったため、「イオン」へ改称した。
そのほか、シネマコンプレックスの「ワーナー・マイカル・シネマズ」は、運営会社の「ワーナー・マイカル」が「イオンシネマズ」と2013年（平成25年）7月1日に合併して「イオンエンターテイメント」となるのに伴い、劇場名を「イオンシネマ」に変更することになった。

## 主要テナント
出店テナントの詳細は公式サイト「ショップガイド」を参照。
- イオンスタイル熊本:約25,000m2[17]（旧・ジャスコクレア熊本店[1]）
- スポーツオーソリティ
- 楽市楽座
- 蔦屋書店[17][5]（ニューコ・ワン[1]）
- イオンシネマ熊本:8スクリーン[17]（旧・ワーナー・マイカル・シネマズ[17][5]）
- 嘉島湯元 水春[36]
- カルディコーヒーファーム
- Flying Tiger Copenhagen
- エディオン

## 沿革
- 1991年（平成3年）12月 - 寿屋、嘉島町と商業・レジャー大型施設「アクティス」の進出協定に調印。
- 1995年（平成7年）9月 - 寿屋、当地に「嘉島寿屋」の建設を発表。
- 1998年（平成10年）4月 - 寿屋、楠店などの不採算店問題と大型SC「嘉島ランブラス」の出店延期などのリストラ策を発表。
- 2000年（平成12年）5月24日 - 日商岩井（現・双日）と寿屋（現・カリーノ）が共同で大型ショッピングセンター「（仮称）嘉島ランブラス」を翌月から着工すると発表[11]。
- 2001年（平成13年）12月19日 - 「寿屋（現・カリーノ）」が熊本地方裁判所に民事再生法の適用を申請して事実上経営破綻[13]。
- 2002年（平成14年）
  - 2月1日 - 「寿屋（現・カリーノ）」が全店の営業を休止[37]。
  - 2月8日 - 「寿屋（現・カリーノ）」が全従業員を解雇[37]。
  - 寿屋経営破綻により土地がイオンに売却される[要出典]。
- 2005年（平成17年）
  - 10月10日 - ダイヤモンドシティ・クレアとして開業[2]。
- 2007年（平成19年）
  - 4月19日 - 第2期店舗拡張を実施することを発表。
  - 8月21日 - ダイヤモンドシティとイオンモールが合併してイオンモールとなる[32]。
  - 9月22日 - 施設名称をイオンモール熊本クレアに改称[8]。
- 2008年（平成20年）
  - 4月29日 - イオン創業250年を機にイオングループ全体で行われる清掃活動「日本縦断イオン・クリーンキャンペーンin熊本」開催[38]。
  - 12月20日 - 第2期店舗拡張として、敷地内に「嘉島湯元水春」「ビィ・フィット スポーツクラブ」がオープン。
- 2011年（平成23年）
  - 3月1日 - 核店舗のジャスコクレア熊本店[1]がイオンに店名を変更[34]。
  - 11月18日 - 開店以来初めてとなる大幅な改装を実施し、新装開業と同時に施設名称をイオンモール熊本に改称[9]。
- 2012年（平成24年）1月1日 - 核店舗名をイオン熊本店に変更[39]。
- 2013年（平成25年）7月1日 - シネマコンプレックスの「ワーナー・マイカル・シネマズ」[17]が劇場名を「イオンシネマ」に変更[35]。
- 2016年（平成28年）
  - 7月20日 - 平成28年熊本地震の影響で休業していたイオン熊本店の2階を、九州地区で初の新業態店舗となるイオンスタイル熊本にリニューアルし、モール東側の専門店街の一部とともに営業再開。
  - 9月28日 - 3番駐車場にコンテナモール「link garden HAREBARE -ハレ晴れ-」をオープン。
  - 12月23日 - 1階レストランモールの一部が営業再開。営業再開した4店舗に、新規店4店舗を加えた計8店舗がオープンする。
- 2017年（平成29年）
  - 1月26日 - 1階レストランモールの5店舗がリニューアルオープンし、全店舗の営業を再開。
  - 3月24日 - 一部準核ゾーンを除く西側モール専門店の営業を再開し、全館オープンする。
- 2018年（平成30年）7月20日 - 増床グランドオープン。これをもって、地震の発生から約2年3か月ぶりに全館完全復旧する。
- 2020年（令和2年） 
  - 新型コロナウイルス感染症流行の影響により、イオンシネマ熊本が4月16日から5月17日まで臨時休業[40]。
- 2022年（令和4年）1月27日 - 核店舗のイオン熊本店の1階食品売場に「どこでもレジ レジゴー[注 1]」を導入。

## 交通アクセス
詳細は公式サイト「交通アクセス」を参照。

### 自家用車
国道445号浜線バイパス沿いに立地している。御船インター出口右折10分。小池高山インターからのアクセスもあるが、終始一車線の上、平日朝夕及び休日はイオン方面への渋滞が常態化しているため、御船インター利用が推奨される。駐車場は無料で、平面駐車場と立体駐車場及び屋上駐車場があり、約1000台収容できる。
車両出入口
国道445号バイパスと信号交差点で繋がる北側の出入口と、西側に交通機関の出入りがある西側の出入口、緑川河川敷上を走る主要地方道50号線との片側出入口2箇所がメインである。

#### 鉄道
徒歩圏内に鉄道駅は存在しない。最寄駅はJR豊肥本線南熊本駅。駅より徒歩一分の南熊本バス停（6番のりば）より運行。

### バス
敷地内に熊本バスのバスターミナルが設置されている。熊本市南東部の各地域を経由して桜町バスターミナルと当ショッピングモールを結ぶ路線が多数運行されているほか、熊本市南部の城南町方面や、上益城郡(益城町を除く)及び下益城郡美里町、宇土市、宇城市への路線がある。なお、2019年9月10日まではバスの行き先表示は旧名の「クレア」となっていた。

#### イオンモール熊本バス停留所
この項目ではバスターミナルしての発着便を表記、なお一部を除き路線名を省略および熊本桜町バスターミナルは桜町BTに省略。
| 系統                                       | 行先                                                           | 備考                                                                                     |
| 熊本市内〔中の瀬車庫〕方面                 | 熊本市内〔中の瀬車庫〕方面                                     | 熊本市内〔中の瀬車庫〕方面                                                               |
| ------------------------------------------ | -------------------------------------------------------------- | ---------------------------------------------------------------------------------------- |
| 旧浜線経由                                 |                                                                |                                                                                          |
| M4-1                                       | 甲佐環状（桜町BT・通町筋・県庁前）                             | 平日6時台1便のみ（土日祝日運休）。                                                       |
| M2-1                                       | 熊本駅（桜町BT・河原町）                                       | 本数少。                                                                                 |
| M系統（上記以外）                          | 桜町BT                                                         |                                                                                          |
| 浜線バイパス経由                           |                                                                |                                                                                          |
| L2-2                                       | 桜町BT（セイラタウン・水前寺公園前）                           |                                                                                          |
| P4-2                                       | 桜町BT（熊本中央病院・ワンダーシティ前・尚絅校前・通町筋）     |                                                                                          |
| P4-4                                       | 桜町BT（出仲間<バイパス>・ワンダーシティ前・尚絅校前・通町筋） | 特別ダイヤ限定、P4-2と同区間運行だが「熊本中央病院」に行かない系統。                     |
| 熊本市内〔江津湖畔〕方面                   |                                                                |                                                                                          |
| K1-3・K1-4                                 | 桜町BT（動植物園西口・県庁前・通町筋）                         |                                                                                          |
| L1-2                                       | 桜町BT（江津団地・水前寺公園前・通町筋）                       |                                                                                          |
| 熊本市内〔嘉島町役場・秋津団地・健軍〕方面 |                                                                |                                                                                          |
| K2系統                                     | 桜町BT（東区役所・健軍電停前・県庁前・通町筋）                 | K2-1・K2-3は桜町BT行き K2-2は健軍電停前止まりのピストン便                                |
| 郊外方面                                   |                                                                |                                                                                          |
| 御船経由                                   |                                                                |                                                                                          |
| M3-1                                       | 甲佐（塔ノ木）                                                 |                                                                                          |
| M3-2                                       | 通潤山荘（玉虫・浜町）                                         |                                                                                          |
| 辺場経由                                   |                                                                |                                                                                          |
| K1-4・M4-1                                 | 甲佐                                                           |                                                                                          |
| M4-2                                       | 砥用学校前（甲佐・佐俣の湯）                                   | 本数少。                                                                                 |
| M4-3                                       | 浜町（甲佐・佐俣の湯・砥用）                                   | 本数少（土日休日運休）。                                                                 |
| 舞原団地経由                               |                                                                |                                                                                          |
| M5-1                                       | 甲佐（くまもと南部広域病院・乙女小学校前）                     |                                                                                          |
| 城南まちづくりセンター前入口経由           |                                                                |                                                                                          |
| K1-3・M6-1                                 | 城南                                                           |                                                                                          |
| M6-2                                       | 宇土駅〔宇土駅東口〕（城南・木原不動前）                       | 本数少（日祝日運休）。                                                                   |
| M6-3                                       | 松橋駅（城南・東阿高）                                         | 本数少（日祝日運休）。                                                                   |
| M6-4                                       | 志導寺（城南・塚原）                                           | 本数少。                                                                                 |
| M6-5                                       | 下安見・（城南・塚原・志導寺）                                 | 本数少（土日祝日運休）。 往路（下安見発）の運行便は土曜日16時台に段鶴発運行する1便のみ。 |
| M6-6                                       | 段鶴（城南・塚原・志導寺・豊野支所前）                         | 本数少（日祝日運休）。 往路（段鶴発）の運行便については同上（M6-5）と同じ。              |

### 過去の試み
2014年（平成26年）1月14日から2月13日まで、同社が熊本市に委託され、朝の通勤時間帯に当施設から旧熊本交通センター(現在の熊本桜町バスターミナル)まで急行バスを運行し、自家用車通勤からの転換を目指す社会実験が行われた。

## 提供番組
地元FM局であるエフエム熊本において、単独提供番組を放送していた。
- 毎週土曜日、昼12:00 - 12:25枠
  - 2006.? - 2006.5.13『ダイヤモンドシティ・クレア LOVE WONDERLAND』DJ.北野順一
  - 2006.5.20 - 2006.9.30『ダイヤモンドシティ・クレア スマイルスマイル』DJ.柄沢正行・嶋本えみ
- 毎週月曜日 - 金曜日、朝10:20 - 10:25
  - 2006.12.1 - 2007.3 『ダイヤモンドシティ・クレア SMILE FOR STYLE』DJ.MEG
- 特番など
  - 2006.10.9 『お昼もGAMADAS ダイヤモンドシティ・クレアオープン1周年記念SP』
    - オープン1周年を記念して、クレア2階の「フードステーション」から生放送を実施した。